# Smaragdgrönt (pigment)
Smaragdgrönt, Pigment Green 18 (C.I. 77289), eller kromoxidhydratgrönt, är ett grönt pigment som liknar kromoxidgrönt men är mer laserande, starkare och dyrare. Det har använts sedan mitten av 1800-talet. Samma eller likartade pigment har även kallats Pannetriers grönt och Guignets grönt. Ett engelskt namn på detta pigment är viridian. Även andra pigment har sålts under namnet smaragdgrönt, och den ordagranna engelska översättningen emerald green syftar på koppararsenikpigmentet Schweinfurtergrönt, alltså ett helt annat pigment än det svenska smaragdgrönt. 